# Puter

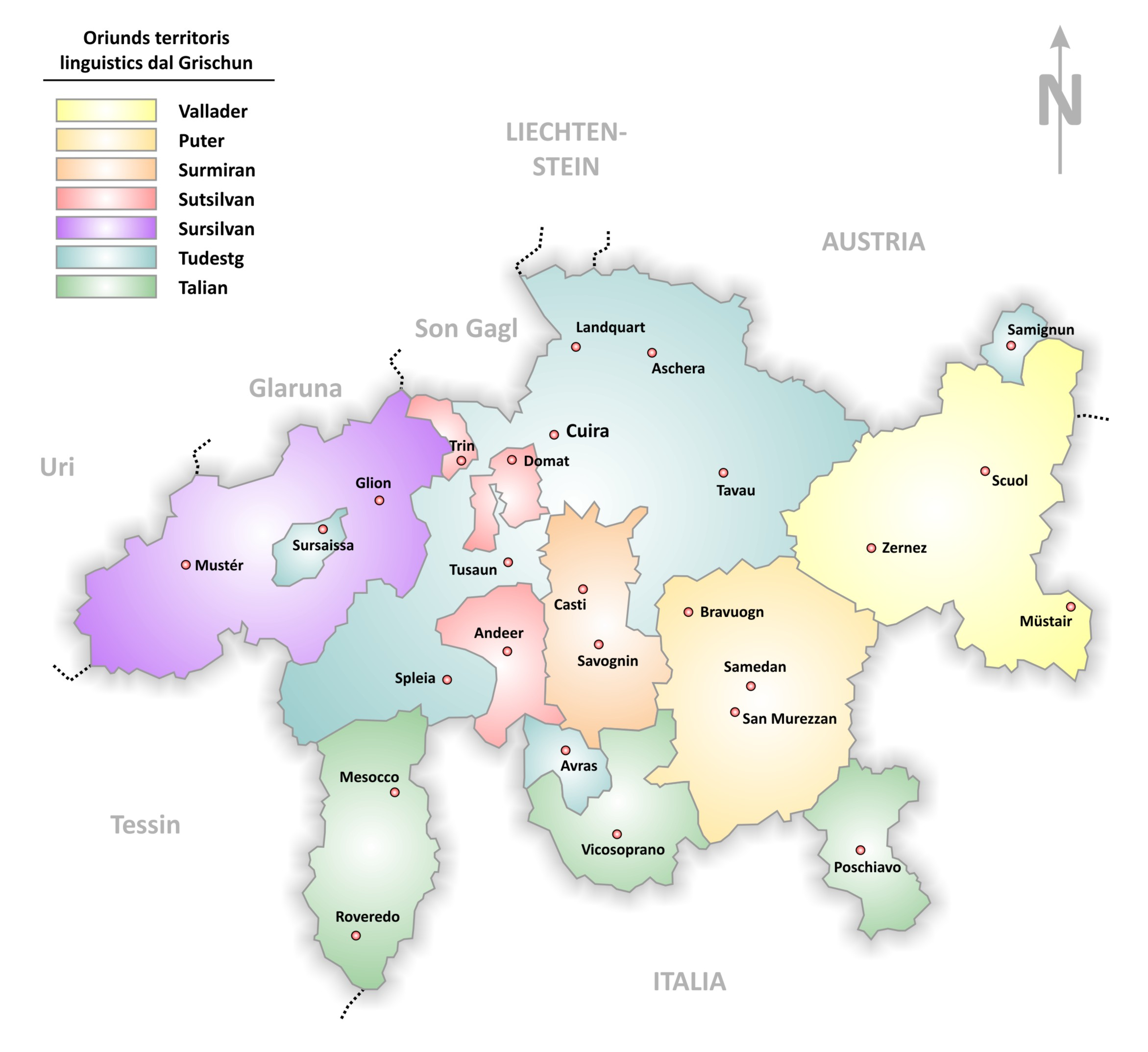
Mapa przedstawiająca podział dialektów retoromańskich na terenie kantonu Gryzonia

Putèr – wariant języka romansz, używany w rejonie Górnej Engadyny, która jest częścią kantonu Gryzonia.